# Cho Dong-geon
Đây là một tên người Triều Tiên, họ là Cho.
Cho Dong-geon (조동건; phát âm tiếng Hàn Quốc: [tɕo doŋgʌn]; 趙東建; sinh ngày 2 tháng 2 năm 1986) là một cầu thủ bóng đá người Hàn Quốc hiện tại thi đấu cho Sagan Tosu của J1 League.
Ngày 12 tháng 8 năm 2009, anh thi đấu trận đầu tiên cho đội tuyển quốc gia trước Paraguay.

## Thống kê sự nghiệp câu lạc bộ
Tính đến trận đấu diễn ra ngày 10 tháng 3 năm 2018
| Câu lạc bộ           | Mùa giải             | Giải vô địch         | Giải vô địch | Giải vô địch | Cúp     | Cúp       | Cúp Liên đoàn | Cúp Liên đoàn | Châu Á  | Châu Á    | Tổng    | Tổng      |
| Câu lạc bộ           | Mùa giải             | Hạng đấu             | Số trận      | Bàn thắng    | Số trận | Bàn thắng | Số trận       | Bàn thắng     | Số trận | Bàn thắng | Số trận | Bàn thắng |
| -------------------- | -------------------- | -------------------- | ------------ | ------------ | ------- | --------- | ------------- | ------------- | ------- | --------- | ------- | --------- |
| Seongnam             | 2008                 | K League             | ?            | 4            | 0       | 0         | —             | —             | —       | —         | ?       | 4         |
| Seongnam             | 2009                 | K League             | ?            | 5            | 0       | 0         | —             | —             | —       | —         | ?       | 5         |
| Seongnam             | 2010                 | K League             | 18           | 2            | 0       | 0         | —             | —             | —       | —         | 18      | 2         |
| Seongnam             | 2011                 | K League             | 27           | 7            | ?       | 3         | 5             | 1             | 8       | 2         | 40      | 13        |
| Seongnam             | Tổng                 | Tổng                 | 45           | 18           | ?       | 3         | 5             | 1             | 8       | 2         | 58      | 24        |
| Suwon Bluewings      | 2012                 | K League             | 20           | 2            | 1       | 0         | —             | —             | —       | —         | 21      | 2         |
| Suwon Bluewings      | 2013                 | K League Classic     | 25           | 5            | 0       | 0         | —             | —             | 2       | 0         | 27      | 5         |
| Suwon Bluewings      | 2014                 | K League Classic     | 4            | 0            | 0       | 0         | —             | —             | —       | —         | 4       | 0         |
| Suwon Bluewings      | 2016                 | K League Classic     | 24           | 4            | 4       | 0         | —             | —             | —       | —         | 28      | 4         |
| Suwon Bluewings      | Tổng                 | Tổng                 | 73           | 11           | 5       | 0         | 0             | 0             | 2       | 0         | 80      | 11        |
| Sangju Sangmu (mượn) | 2014                 | K League Classic     | 19           | 3            | 2       | 0         | —             | —             | —       | —         | 21      | 3         |
| Sangju Sangmu (mượn) | 2015                 | K League Challenge   | 14           | 6            | 0       | 0         | —             | —             | —       | —         | 14      | 6         |
| Sangju Sangmu (mượn) | Tổng                 | Tổng                 | 33           | 9            | 2       | 0         | 0             | 0             | 0       | 0         | 35      | 9         |
| Sagan Tosu           | 2017                 | J1 League            | 17           | 5            | 0       | 0         | 3             | 0             | —       | —         | 20      | 5         |
| Sagan Tosu           | 2018                 | J1 League            | 3            | 1            | 0       | 0         | —             | —             | —       | —         | 3       | 1         |
| Sagan Tosu           | Tổng                 | Tổng                 | 20           | 6            | 0       | 0         | 0             | 0             | 0       | 0         | 20      | 6         |
| Tổng cộng sự nghiệps | Tổng cộng sự nghiệps | Tổng cộng sự nghiệps | 171          | 44           | 7       | 3         | 8             | 1             | 10      | 2         | 196     | 50        |

## Danh hiệu

### Câu lạc bộ
Seongnam Ilhwa Chunma
- Giải vô địch bóng đá các câu lạc bộ châu Á 2010 Vô địch
- Cúp FA 2011 Vô địch